# Ñame con bacalao
El ñame con bacalao o bacalao con ñame es un plato típico de ciertos lugares del Caribe, como Puerto Rico, la provincia costarricense de Limón, o la región oriental de Cuba.
Receta de origen humilde, normalmente se usaba el bacalao en salazón, que es un método de curación con sal que permitía conservar el pescado por semanas. Con lo cual, se abarataba su precio y se podía distribuir fácilmente hasta las áreas rurales del interior. En la Cuba actual, sin embargo, el precio del bacalao (y de la mayoría de alimentos) se ha disparado hasta niveles prohibitivos, por lo que esta receta «va quedando como un recuerdo» de la antigua tradición culinaria cubana. El bacalao se pone a remojar para desalarlo, y el ñame se cuece para ablandarlo y con él se hace una masa. Según el lugar, la receta puede incluir leche de coco, verduras como cebolla, pimiento rojo, y especias como jengibre, cúrcuma o curry.
Tanto el ñame como el bacalao son dos ingredientes básicos de la dieta isleña, al igual que el quingombó, la malanga, el calalú, el plátano verde, etc. A veces el ñame es sustituido por yuca o yautía.

## En la cultura
Por su popularidad, este plato fue inmortalizado en diversas canciones de la música cubana durante los años 1950-1960, como la guaracha Bacalao con ñame (1951) de Johnny Zúñiga, o El Ñame con Bacalao (1969) por la Orquesta Cubana de Música Moderna (Areito Records), así como en la trova cubana y también en la poesía. En 2004, el poeta cubano Reynaldo García Blanco dedicó un artículo en la revista santiaguera La Jiribilla a la temática gastronómica en la poesía cubana, y menciona que «hay comidas que solo están en la memoria de una abuela materna» como el bacalao con ñame:
Hay en la tierra oriental
un plato muy conocido
y de todos preferido
por su sabor sin igual
¡Bacalao con ñame, señores!

Bacalao con ñame
El ñame con bacalao o bacalao con ñame aparece ya mucho antes en la prosa, en novelas como Sorteos todos los domingos (1936) de Mario Marín Mirones. En Sarandonga, una de las canciones más famosas del dúo cubano de nueva trova Los Compadres, menciona también el «ñame con bacalao», que es llamado localmente como chiricunchiri. Por ello no es raro que en varias fuentes se mencione este plato como «la comida preferida de los trovadores».